# Wordfast
Wordfast désigne un ensemble de logiciels d'aide à la traduction mis au point par Wordfast LLC. À l'origine, Wordfast, connu sous le nom de Wordfast Classic, a été développé par Yves Champollion en 1999, et constituait une alternative moins onéreuse à Trados, logiciel de mémoire de traduction très connu et répandu. Les produits Wordfast fonctionnent sous de nombreux environnements, mais utilisent des formats de mémoire de traduction compatibles, tout en ayant des étapes de travail similaires.
Ce logiciel est très répandu parmi les traducteurs indépendants, même si certains produits Wordfast peuvent convenir à des environnements plus larges comme ceux des agences de traduction.
Wordfast LLC est installé dans l'État du Delaware, aux États-Unis, alors que la majorité du développement se fait en France, à Paris. Outre ces deux implantations, un centre de soutien logistique se trouve en République tchèque. C'est en Espagne, en France et en Serbie que se situent les trois centres de développement de Worfast LLC. Des chefs de produits de Wordfast Pro se trouvent également aux États-Unis. La société compte 50 salariés environ.

## Historique
La première version de Wordfast (appelée Wordfast) a été mise au point en 1999 par Yves Champollion à Paris, en France. Wordfast était composé d'un ensemble de macros fonctionnant sous Microsoft Word, version 97 ou autres versions ultérieures. Les autres logiciels de mémoires de traduction (MT), dont Trados, fonctionnaient eux aussi sous Microsoft Word. Jusqu'à la fin de 2002, cet outil fonctionnant sous Microsoft (appelé actuellement Wordfast Classic) était un logiciel libre (de droits ou copyright). Du fait d'un bouche à oreille positif, Wordfast est devenu le second logiciel de mémoire de traduction (MT) utilisé chez les traducteurs.
En 2006, la société Wordfast LLC a été créée par Philip Shawe et Elizabeth Elting, également cofondateurs de la société de traduction TransPerfect. En juillet 2006, Yves Champollion a cédé toutes ses parts et intérêts du logiciel du serveur Wordfast à Wordfast LLC. Depuis cette date, Yves Champollion, fondateur et architecte informatique en chef, est aussi le directeur général et le président de la société Wordfast LLC.
En janvier 2009, Wordfast a publié Wordfast Translation Studio, une nouvelle version qui rassemble Wordfast Classic et Wordfast Professional, ce dernier étant un outil de TAO écrit en java, fonctionnant sans Microsoft Word sur quasiment tous les systèmes d'exploitation. Les deux outils peuvent être achetés séparément ou former un tout.
En mai 2010, Wordfast a publié Wordfast Anywhere, un outil gratuit en ligne. Cet outil permet aux traducteurs de travailler sur des projets de traduction à partir de pratiquement tous les appareils connectés, dont les smartphones, organiseurs ou tablettes. En juillet 2010, 5 000 utilisateurs s'étaient enregistrés sur Wordfast Anywhere, et en novembre 2010, le nombre atteignait 10 000 utilisateurs.
En avril 2016, Wordfast a publié Wordfast Pro 4, mise à jour majeure de leur outil écrit en java. Wordfast Pro 4 comprend des paramètres avancés de gestion de traduction, dont un éditeur WYSIWYG, la possibilité de créer des bouquets de traduction multilingues, l'assurance d'une qualité en temps réel et un filtre d'édition de traduction performant.
En avril 2017, Wordfast a publié Wordfast Pro 5 (http://www.wordfast.com/about/wordfast_releases_wordfast_pro_5)
- Site officiel de Wordfast (High-bandwidth)
- Site officiel de Wordfast (Low-bandwidth)

## Les produits commercialisés

### Wordfast Classic (WFC)
Wordfast Classic (WFC) est un ensemble de macros qui fonctionnent sous Microsoft Word 97 ou toute version supérieure sur toute plateforme. Des versions plus récentes de Wordfast supportent des spécifications disponibles uniquement sous Microsoft Word, mais elles continuent de fonctionner sous Word 97. Un document traduit avec Wordfast Classic devient de façon temporaire un document bilingue (contenant à la fois le texte source (ST) et la traduction, avec délimitation de segments de textes), et se transforme progressivement après divers « nettoyages » en un texte définitif. Cette succession d'actions ressemble à celles qui existaient sur l'ancienne version de Trados 5, Wordfisher et Logoport.
La première version de Wordfast Classic a porté le nom de Wordfast Version 1 et a été mise au point par Yves Champollion. Sa mise sur le marché public date de 1999.
La version 2 de Wordfast a été utilisée par Linguex, une agence de traduction, qui, pour une durée de 9 mois, a acquis les droits d'exploitation exclusifs pour ses traducteurs internes et associés à l'agence à la fin de l'année 1999. Au cours de cette période, Wordfast s'est vu enrichi de caractéristiques telles un contrôle de qualité basée sur des règles et un glossaire, ainsi qu'un support réseau. Après l'abandon des droits par Linguex, la version 3 de Wordfast a été mise sur le marché en tant qu'outil gratuit moyennant inscription obligatoire.
Au milieu de l'année 2001, les développeurs de Wordfast ont signé avec Logos, société de traduction, un accord de partenariat portant sur la distribution de Wordfast ; ce partenariat a donné naissance à une nouvelle entité britannique, Champollion Wordfast Ltd.[réf. nécessaire] Cette association prit fin en août de la même année, après que Logos a manqué à ses obligations de partager son code source avec les développeurs de Wordfast, bien que Logos ait eu accès au code source de Wordfast en interceptant les courriels des développeurs. Jusqu'à aujourd'hui, Logos continue à distribuer une ancienne version de Wordfast datant de cette époque et revendique la propriété des droits attachés au nom "Wordfast" et à la distribution de versions ultérieures.
À l'origine, la version 3 de Wordfast était libre de droits, moyennant inscription obligatoire, utilisant un numéro de série généré par l'ordinateur de l'utilisateur. En octobre 2002, Wordfast est devenu un produit payant avec licence de 3 ans vendu au prix de 170 euros pour les utilisateurs des pays dits « riches » et de 50 euros pour les utilisateurs d'autres pays du monde.
Wordfast Classic peut supporter les formats suivants : tout format lisible par Microsoft Word, c'est-à-dire les formats en textes bruts, les documents Word (DOC/DOCX), les documents Microsoft Excel (XLS/XLSX), les documents PowerPoint (PPT/PPTX), les documents Rich Text Format (RTF), avec extension RTF et HTML. Wordfast ne supporte pas directement les documents au format OpenDocument car les versions actuelles de Microsoft Word ne contiennent pas de filtres d'importation pour les fichiers dans ce format.

### Wordfast Anywhere
Wordfast Anywhere est une version gratuite sur internet de Wordfast fonctionnant avec une succession d'étapes et une interface utilisateur identiques à ceux de Wordfast Classic. Il a été publié en mai 2010, bien que des versions bêta aient été disponibles au public dès mai 2009. Avant la première publication du produit, il n'y avait aucune certitude quant à la gratuité de ce produit. En 2010, Wordfast Anywhere dépasse le nombre de 10 000 utilisateurs enregistrés [3].
Bien que Wordfast Anywhere soit gratuit, certaines restrictions s'appliquent :
- on ne peut pas utiliser plus de 10 fichiers sources simultanément;
- on ne peut pas produire plus de 1 million d'unités de traduction par compte utilisateur;
- on ne peut pas avoir plus de 100 000 unités de traduction par mémoire de traduction;
- on ne peut pas avoir plus de 100 000 entrées lexicales par compte utilisateur;
- la limite de téléchargement est de 2 MB, mais les fichiers peuvent être téléchargés au format zip.

La politique de confidentialité de Wordfast Anywhere stipule que tous documents téléchargés restent confidentiels et ne sont pas partagés. Les utilisateurs peuvent utiliser de façon optimale le logiciel de traduction automatique et avoir accès à une mémoire de traduction importante qui est en lecture seule pour le public.
En plus d'être utilisable sur les tablettes telles que Windows Mobile, Android et Palm, Wordfast Anywhere est aussi une application disponible sur iPhone. Depuis avril 2011, Wordfast Anywhere contient un logiciel d'OCR intégré pour tout type de fichier au format pdf.
Wordfast Anywhere peut gérer des documents Word (formats DOC/DOCX), des documents Microsoft Excel (XLS/XLSX), des documents PowerPoint (PPT/PPTX), des documents au format RTF (Rich Text Format), au format Text (TXT), HTML, InDesign (INX), FrameMaker (MIF), TIFF (TIF/TIFF) et tous les fichiers au format pdf modifiables et reconnaissables par un logiciel d'OCR. Wordfast Anywhere ne fournit pas de support pour les fichiers OpenDocument.

### Wordfast Pro (WFP)
Wordfast Pro (WFP) est un outil autonome de mémoire de traduction à plateformes multiples (Windows, Mac, Linux) permettant aux traducteurs de travailler dans un environnement bilingue, d'exploiter un contenu précédemment traduit, et d'avoir accès à des bases terminologiques. Les chefs de projets des agences de traduction peuvent utiliser Wordfast Pro pour accomplir des tâches de pré- /post- traduction, y compris la prétraduction de documents, l'analyse par lots et l'assurance qualité.
Wordfast Pro peut utiliser des documents Word (formats DOC/DOCX), Excel (formats XLS/XLSX), PowerPoint (formats PPT/PPTX), Visio (formats VSD/VDX/VSDX), fichiers Portable Object (format PO), fichiers Rich Text (format RTF), ou fichiers Tex (TXT), HTML (HTML/HTM), XML, ASP, JSP, Java, InDesign (INX/IDML), InCopy (INC), FrameMaker (MIF), Quark (TAG), Xliff (XLF/XLIFF), SDL Trados (SDLXLIFF/TTX) et les fichiers PDF modifiables. Wordfast Pro ne permet pas une utilisation de fichiers au format OpenDocument.

### Outils supplémentaires
Les traducteurs utilisant Wordfast Classic (WFC) ont accès à un ensemble d'outils gratuits permettant d'effectuer des fonctions avancées spécifiques telles l'extraction et l'alignement de textes.

### Le projet TGMT (Très Grande Mémoire de Traduction)
Grâce à ce projet, les utilisateurs peuvent optimiser le contenu provenant d'une Mémoire de Traduction (MT) publique de grande envergure, ou créer un groupe de travail privé avec mise en commun et partage de leurs MT collaboratives.

### Le serveur Wordfast (WFS)
Le serveur Wordfast (WFS) est une application serveur sécurisée de mémoire de traduction (MT) qui permet un partage de MT en temps réel entre les traducteurs du monde entier, qui utilisent ou Wordfast Classic (WFC), ou Wordfast Pro (WFP), ou encore Wordfast Anywhere.
Le serveur Worfast(WFS) supporte des mémoires de traduction au format texte TMX or Wordfast TM, pouvant contenir jusqu'à 1 000 mémoires de traduction comprenant un million d'unités de traduction chacune et offrant un support à 50 000 utilisateurs de façon simultanée.

## Les formats de Mémoires de Traduction (MT) et de Glossaires supportés
Les formats de Mémoire de Traduction Wordfast sont de simples textes avec balisage pouvant être ouverts et édités dans tout éditeur de texte. Les produits Wordfast peuvent aussi importer et exporter des fichiers TMX d'échange des mémoires de traduction avec les autres grands outils de TAO présents sur le marché.
Le format du glossaire Wordfast est un simple fichier texte avec balisage. Wordfast Pro peut aussi importer des fichiers au format TBX permettant des échanges de terminologie avec les autres grands outils de TAO présents sur le marché.
Les produits Wordfast peuvent supporter des MT et des glossaires multiples. Chaque MT peut contenir jusqu'à 1 million d'Unités de Traduction et chaque glossaire peut contenir jusqu'à 250 000 entrées.
Wordfast peut utiliser des MT basées sur serveurs, et peut extraire des données provenant d'outils d'aides à la traduction tels Google Translate et Microsoft Translator.

## Documentation et assistance
Le manuel complet de l'utilisateur peut être téléchargé sur le site officiel de Wordfast.
Des pages d'aide en ligne existent pour Wordfast Pro et Wordfast Anywhere. Les utilisateurs ont aussi accès au Wiki Wordfast pour une première mise en route, pour obtenir des trucs et astuces, et avoir accès à la FAQ. Des tutoriels sont disponibles sur les pages consacrées à Wordfast sur YouTube.
Une assistance technique gratuite accompagne chaque achat de licence de Wordfast. Les utilisateurs peuvent aussi avoir accès à des assistances gratuites fournies par d'autres utilisateurs sur des forums disponibles dans de nombreuses langues.

## Prix et obtention de licences
Les logiciels Wordfast Classic (WFC) et Wordfast Pro (WFP) peuvent être achetés au prix de 400 euros chacun par licence ou au prix de 500 euros pour une licence groupée. Des remises exceptionnelles sont disponibles dans certains pays. En cas d'achat de 3 licences et plus, des remises peuvent être appliquées (achat en grande quantité). Toutes les licences Wordfast comprennent les services suivants valables à compter de la date d'achat : une assistance gratuite par courriel, les mises à jour gratuites pendant trois ans, une nouvelle clé d'activation pour permettre son utilisation pendant trois ans.
Une fois cette période de licence de trois ans terminée, les utilisateurs peuvent renouveler leur licence d'utilisation pour une durée de trois années supplémentaires en payant 50 % du prix d'achat officiel d'une licence de Wordfast en vigueur au moment du renouvellement de la licence.

## Copyright et Droit de la propriété intellectuelle
se référer à : TransPerfect § Legal_activities
Selon une plainte au civil [4] déposée auprès de la Cour suprême de New York (équivalent au tribunal de première instance et d'appel en France) datant du mois d'octobre 2017, après la vente de Wordfast à Wordfast LLC, Wordfast a autorisé la société de traduction TransPerfect à utiliser le Code serveur de Wordfast et la marque déposée Wordfast, conformément à une licence non exclusive. La plainte [5] porte sur le rôle joué par l'administrateur-séquestre désigné par un juge de l'état du Delaware dans la vente [5] de TransPerfect, l'accusant de violation du copyright de la Common Law ou de piratage de code, à des fins d'augmenter la valorisation de la société.

## Groupes de discussion
- Groupe dédié à Wordfast Classic
- Groupe dédié à Wordfast Pro
- Groupe dédié à Wordfast Anywhere